# Бйорн Йонсен
Бйорн Маарс Йонсен (норв. Bjørn Maars Johnsen); нар. 6 листопада 1991, Нью-Йорк, США) — норвезький футболіст, нападник клубу «Торпедо» (Кутаїсі), в минулому гравець збірної Норвегії.

## Походження
Бйорн народився в сім'ї норвежця і американки в США, виріс у Північній Кароліні і відвідував Вищу школу Нідема Броутона у Ралі, де грав у футбольній команді школи.

## Клубна кар'єра

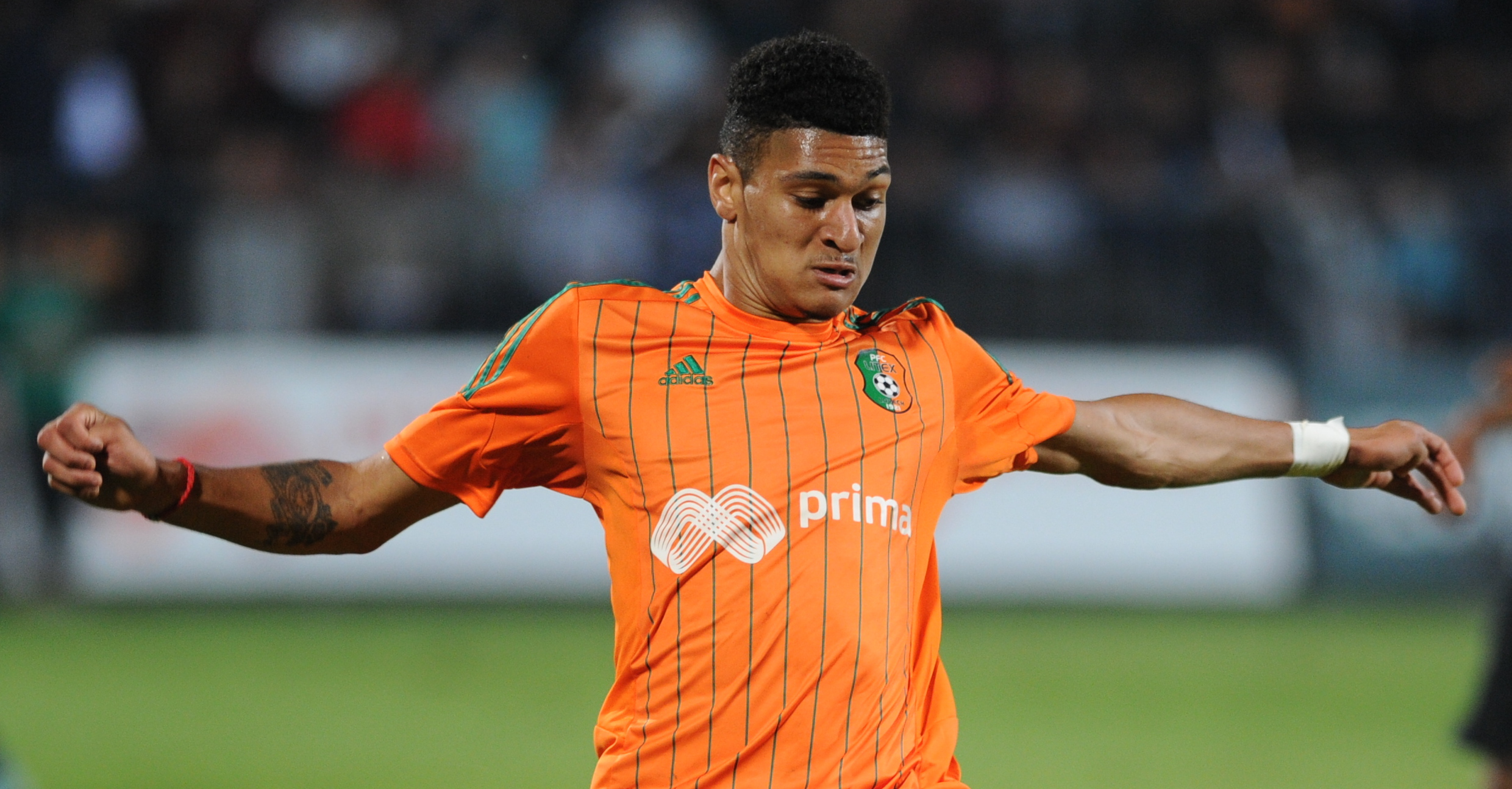
Йонсен в складі Литекса

У 2010 році Йонсен повернувся на історичну батьківщину і приєднався до молодіжної команди «Волеренги». Через рік він перейшов в «Тенсберг» в складі якого і дебютував на професійному рівні. У 2012 році Йонсен переїхав в Іспанію, де два роки грав за клуби нижчих дивізіонів «Антекеру» і «Атлетіко Балеарес». Влітку 2013 року Бйорн перейшов в клуб третьої португальської ліги «Лолетану», де в дебютному сезоні став кращим бомбардиром команди. Влітку 2014 року Йонсен пішов на підвищення в «Атлетіку Лісабон», підписавши контракт на два роки. 9 серпня в матчі проти «Фреамунде» він дебютував в Сегунда лізі. 17 серпня в поєдинку проти «Шавеш» Бйорн зробив дубль, забивши свої перші голи за «Атлетіку Лісабон». З 14 м'ячами він став кращим бомбардиром команди за підсумками сезону. Їм активно цікавилися «Бенфіка», «Спортинг» і «Белененсеш», але клуби не зійшлися в ціні.
В на початку 2015 року Йонсен перейшов в болгарський «Літекс», підписавши контракт на два з половиною роки. 28 лютого в матчі проти «Лудогорца» він дебютував в чемпіонаті Болгарії. 19 квітня в поєдинку проти «Лудогорца» Бьорн забив свій перший гол за «Літекс». 23 травня в матчі проти «Лудогорца» він зробив хет-трик.
Влітку 2016 року Йонсен перейшов до шотландського «Гарт оф Мідлотіан», підписавши контракт на три роки. 20 серпня в матчі проти «Інвернесса» він дебютував в шотландській Прем'єр-лізі. 15 жовтня в поєдинку проти «Данді» Бйорн забив свій перший гол за «Гарт оф Мідлотіан». Влітку 2017 року Йонсен підписав контракт з нідерландським «АДО Ден Гаг». 11 серпня в матчі проти «Утрехта» він дебютував у Ередівізі. 26 серпня в поєдинку проти «Херенвена» Йонсен забив свій перший гол за «АДО Ден Гаг».
У липні 2018 року Йонсен став гравцем клубу АЗ. 12 серпня в матчі проти «НАК Бреда» дебютував за нову команду. У цьому ж поєдинку Бьорн забив свій перший гол за АЗ.

## Виступи за збірну
10 червня 2017 року у відбірковому матчі чемпіонату світу 2018 проти збірної Чехії Йонсен дебютував за збірну Норвегії. 2 червня 2018 року в поєдинку проти збірної Ісландії Бьорн забив свій перший гол за національну команду.

### Усі голи за національну збірну
| #  | Дата       | Місце                                 | Противник | Рахунок | Результат | Хв. | Змагання            |
| -- | ---------- | ------------------------------------- | --------- | ------- | --------- | --- | ------------------- |
| 1. | 02.06.2018 | Лаугардалсволлур, Рейк'явік, Ісландія | Ісландія  | 1:0     | 3:2       | 15  | Товариський матч    |
| 2. | 16.11.2018 | Стожиці, Любляна, Словенія            | Словенія  | 1:1     | 1:1       | 85  | Ліга націй 2018/19  |
| 3. | 26.03.2019 | Уллевол, Осло, Норвегія               | Швеція    | 1:0     | 3:3       | 41  | Відбір на Євро-2020 |

## Титули і досягнення
Клубні
- Переможець Ліги чемпіонів АФК (1):

«Ульсан Хьонде»: 2020
- Суперкубок Грузії (1):

Торпедо (Кутаїсі): 2024
Індивідуальні
- Найкращий бомбардир чемпіонату Грузії: 2024[1]